# Humanejos
Humanejos, également connu sous le nom de Umanexos, est une ancienne municipalité d'Espagne, qui appartient aujourd'hui à la municipalité de Parla, dans la Communauté de Madrid.

## Histoire
L'étude des vestiges archéologiques découverts dans la zone où se trouvait le village de Humanejos, aujourd'hui la municipalité de Parla, révèle que les habitants de l'âge de pierre vivaient à proximité du ruisseau Humanejos (es), où ils étaient approvisionnés en eau, et qu'ils vivaient de la culture et de la chasse. D'autre part, il existe également de nombreux vestiges archéologiques de l'époque celtibère sur le site de Humanejos, également connu sous le nom de site de l'église, car il y avait autrefois l'ancienne église gothique-mudéjare de Humanejos (es) des saints Justo et Pastor. L'ancienne fontaine du barrage de Humanejos, qui était pavée près du ruisseau, était également très connue, et les gens venaient de la capitale de Madrid pour chercher son eau.
Les premiers colons de Humanejos, bénéficiaient de l'agriculture, de l'eau abondante des puits et d'une petite partie de l'élevage. Après une période difficile, ils ont décidé de quitter le village, se divisant en deux groupes et formant deux nouveaux villages. Certains ont créé Humanes et d'autres ont créé ce qui est aujourd'hui Parla, sur l'ancien Camino Real vers Tolède.
En 1348, Humanejos est resté inhabité jusqu'en 1481, date à laquelle il a été repeuplé avec des habitants des villages et villes voisins tels que Parla, Pinto et Torrejón de Velasco. En 1649, Humanejos a été définitivement dépeuplé, ses derniers habitants sont allés vivre à Parla, ce qui a amorcé le processus par lequel le territoire de Humanejos a été intégré à cette ville.

## Site archéologique
Le site de Humanejos est un site archéologique qui présente une extension relativement importante, dans laquelle des découvertes exceptionnelles ont été faites, allant du Chalcolithique à l'époque moderne. Les premières découvertes ont été des vestiges archéologiques en silex datant du paléolithique, ainsi que des vestiges romains composés de plusieurs pierres tombales et de pièces de monnaie de l'époque celtibère.

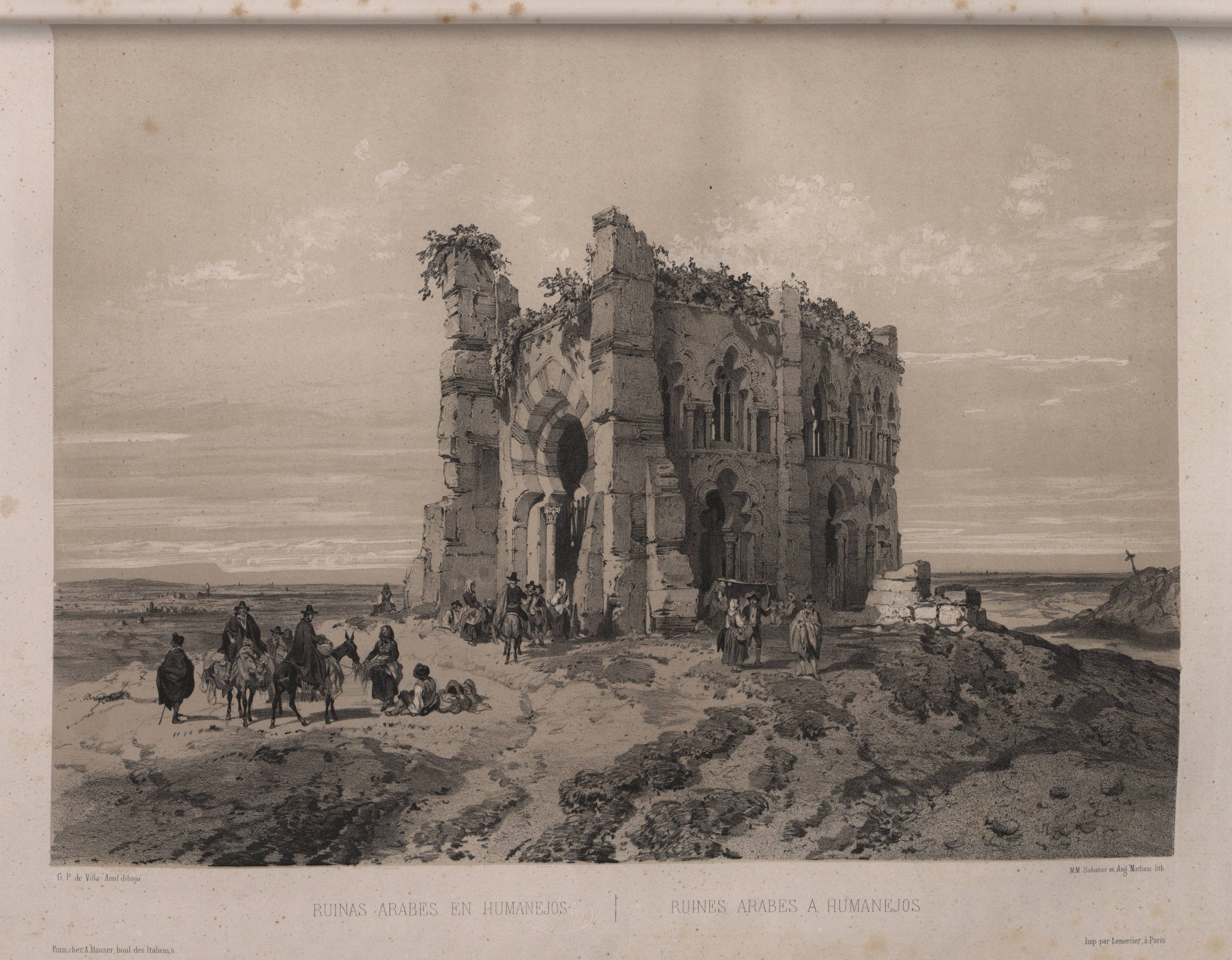
Ruines arabes à Humanejos, lithographie de Léon Sabatier et Auguste Mathieu d'après un dessin de Jenaro Pérez Villaamil (1850), publiée dans España artística y monumental.

Il a été découvert à la fin du XIXe siècle par des randonneurs français qui ont inclus dans leur carnet de voyage une gravure des vestiges de l'ancienne église gothique-mudéjare de Humanejos (es) des Saints Justo et Pastor, qui se trouvait au milieu d'une colline. De nos jours, il ne reste qu'une peinture de l'église, dessinée par Jenaro Pérez Villaamil au milieu du XIXe siècle, dans laquelle on peut voir le paysage environnant. Au XXe siècle, et plus précisément dans les années 1980, le conseil provincial, aujourd'hui disparu, a mené des recherches. En 1982, des fouilles ont été réalisées et divers vestiges archéologiques ont été découverts sur le site dit de la colline de l'église d'Humanejos, qui est à l'origine des recherches, mais il a fallu attendre la construction de l'autoroute A-42 et le développement de la zone industrielle de Pau 5 en 2008 pour que le site émerge réellement. Dix ans de travaux et de fouilles archéologiques ont porté leurs fruits puisque l'une des plus grandes découvertes depuis des décennies a été mise au jour et il reste encore beaucoup à faire. Elle a commencé avec une superficie de 2,5 hectares et en 2018, elle dépasse désormais les 20 hectares, faisant du site le plus grand cimetière préhistorique d'Espagne,.
En raison de toutes ces découvertes, le conseil municipal de Parla mène des études pour développer à l'avenir un musée archéologique, afin de pouvoir profiter de toutes ces découvertes, ainsi que de pouvoir organiser des visites sur les sites, bien que cela soit actuellement en projet.